# احسان بیرقدار
احسان بیرقدار (زادهٔ ۲۰ فروردین ۱۳۶۰) موسیقی‌دان، آهنگساز و خواننده اهل ایران است.

## زندگی
احسان غلامی بیرقدار ۲۰ فروردین سال ۱۳۶۰ در تهران متولد شد. در کودکی فراگیری پیانو را آغاز کرد و در ادامه، مبانی موسیقی و دروس آهنگسازی را در جهاد دانشگاهی تهران آموخت. او در سال ۱۳۷۸ به دانشگاه سوره راه یافت و در مقطع کارشناسی و در رشتهٔ نوازندگی پیانو فارغ‌التحصیل شد. پس از آن به مدت ۲ سال به فراگیری آواز کلاسیک نزد «آریا زند» پرداخت. او همچنین نواختن ساز کلارینت را نزد «حسین پورمعین» آغاز کرد و در ادامه با دریافت مدرک کارشناسی رشتهٔ نوازندگی کلارینت از دانشگاه هنر، تحصیلات خود را به پایان برد. وی در سال ۱۳۷۹ به عنوان آهنگساز، نوازنده و ناظر ضبط همکاری خود را با مرکز موسیقی صدا و سیما آغاز کرد.
او در سال ۱۳۸۰ گروه موسیقی «ساکن روان» را به همراه «بصیر فقیه نصیری» پایه‌گذاری کرد که حاصل فعالیت‌های این گروه، انتشار آلبوم موسیقی و اجرای کنسرت بوده است. وی همچنین در زمینه موسیقی فیلم فعالیت دارد و از اعضای کانون آهنگسازان سینمای ایران است.

## آثار
از جمله آثار هنری احسان بیرقدار به موارد زیر می‌توان اشاره نمود:

### آهنگسازی

#### آلبوم موسیقی
- آلبوم موسیقی «ساکن روان» ۱۳۹۱
- تنظیم آلبوم موسیقی «لالایی‌های ایرانی» به آهنگسازی «گلناز جمشیدی» ۱۳۹۲[۹]
- آهنگسازی در آلبوم موسیقی رد انگشتان من ۱۳۹۳[۱۰]
- آلبوم موسیقی «گاهی درخشش آفتاب» ۱۳۹۵[۱۱]
- آهنگسازی در آلبوم موسیقی تا ابد ابری ۱۳۹۶[۱۲]
- آلبوم موسیقی «خواب می‌بیند» (موسیقی متن فیلم سینمایی زاپاس و چند قطعه بیکلام دیگر) ۱۳۹۹[۱۳]

#### فیلم و سریال
- فیلم سینمایی زاپاس به کارگردانی برزو نیک نژاد ۱۳۹۴[۱۴]
- سریال تلویزیونی تنهایی لیلا (مشترک با کارن همایونفر) به کارگردانی محمد حسین لطیفی ۱۳۹۴[۱۵]
- فیلم سینمایی لونه زنبور به کارگردانی برزو نیک نژاد ۱۳۹۶[۱۶]
- تله فیلم ترانه آتش به کارگردانی روح اله سهرابی ۱۳۹۷[۱۷]
- تله فیلم کلاه‌سبزها به کارگردانی مسعود تکاور ۱۳۹۸[۱۸]
- فیلم سینمایی لاله به کارگردانی اسدالله نیک‌نژاد ۱۳۹۹[۱۹]
- فیلم سینمایی تک‌تیرانداز به کارگردانی علی غفاری ۱۳۹۹[۲۰]
- سریال چوب خط به کارگردانی حمید بهرامیان ۱۳۹۹[۲۱]
- سریال پدر گواردیولا به کارگردانی سعید نعمت‌الله ۱۴۰۲

#### تک‌آهنگ
- تنظیم و بازنویسی موسیقی فیلم سینمایی شکار اثر بابک بیات برای ارکستر با تکنوازی علی جعفری پویان ۱۳۹۶[۲۲]
- «غزل» برای یادبود غزل نوریان از جانباختگان پرواز شماره ۷۵۲ هواپیمایی اوکراین ۱۳۹۹[۲۳]

### نوازندگی
- نوازندگی «هنگ درام» در آلبوم موسیقی «همه این روزها» ۱۳۹۵[۲۴]
- آلبوم موسیقی «بادیگارد» ۱۳۹۵[۲۵]
- آلبوم موسیقی سونامی عشق به آهنگسازی و خوانندگی ایمان جعفری پویان ۱۳۹۵[۲۶]
- آلبوم موسیقی «آخرین تانگو» ۱۳۹۴[۲۷]

### دستیاری آهنگساز
- سریال تلویزیونی مدینه به آهنگسازی کارن همایونفر ۱۳۹۳
- فیلم سینمایی استراحت مطلق به آهنگسازی کارن همایونفر ۱۳۹۳[۲۸]
- فیلم سینمایی چهارشنبه ۱۹ اردیبهشت به آهنگسازی کارن همایونفر ۱۳۹۳[۲۹]
- فیلم سینمایی رخ دیوانه به آهنگسازی کارن همایونفر ۱۳۹۳[۳۰]
- سریال تلویزیونی تنهایی لیلا به آهنگسازی کارن همایونفر ۱۳۹۴[۱۵]
- سریال تلویزیونی نفس گرم به آهنگسازی کارن همایونفر ۱۳۹۴[۳۱]
- فیلم سینمایی بادیگارد به آهنگسازی کارن همایونفر ۱۳۹۴[۲۵]
- فیلم سینمایی اروند به آهنگسازی کارن همایونفر ۱۳۹۴[۳۲]
- فیلم سینمایی من به آهنگسازی کارن همایونفر ۱۳۹۴[۲۸]
- آلبوم موسیقی آخرین تانگو به آهنگسازی کارن همایونفر ۱۳۹۴[۳۳]
- آلبوم موسیقی همه این روزها به آهنگسازی کارن همایونفر ۱۳۹۵[۳۴]
- فیلم سینمایی خفگی به آهنگسازی کارن همایونفر ۱۳۹۵[۲۸]
- فیلم سینمایی به وقت شام به آهنگسازی کارن همایونفر ۱۳۹۶[۳۵]

### خوانندگی
- آلبوم موسیقی «ساکن روان» ۱۳۹۱[۴]
- آلبوم موسیقی «گاهی درخشش آفتاب» ۱۳۹۵[۵]
- سریال تلویزیونی مدینه به کارگردانی سیروس مقدم[۳۶]